# Elias I de Archixe
Elias I de Archixe (em armênio/arménio: Եղիա Ա Արճիշեցի; romaniz.: Ełia I Arčišec‘i) foi católico da Igreja Apostólica Armênia de 703 a 717.

## Contexto
O católico da Albânia, chamado Bacúrio (segundo Estêvão de Taraunitis) ou Narses (segundo João V) (r. 689–703/5), tentado pelo precedente do seu vizinho Cúrio I da Ibéria na época do católico armênio Abraão I (r. 607–610/1 ou 615), desejava separar-se da Igreja Armênia, adotando uma cristologia calcedônia. Na corte contou com o apoio da princesa Esparama, esposa do príncipe Varazes-Tiridates I (r. 670–705), que viu nesta mudança de orientação religiosa um meio de se aproximar do Império Bizantino enquanto estava em dificuldades com o herdeiro presuntivo ao trono, o príncipe Xoroi, que se opunha ao partido pró-bizantino.

## Vida

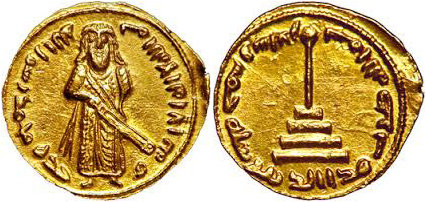
Dinar árabo-bizantino de Abedal Maleque r.

Elias nasceu em Archixe, em Aliovita (Vaspuracânia). No momento que foi elevado ao catolicossado, servia como bispo em Besnúnia. As boas relações estabelecidas por seu antecessor Isaque III com os árabes permitiram-lhe intervir nos assuntos religiosos do Reino da Albânia. Depois de ter tentado em vão reconduzir o prelado albanês à doutrina gregoriana, Elias não hesitou em recorrer ao braço secular, neste caso as tropas do califa de Damasco. Abedal Maleque (r. 685–705), ciente dos riscos políticos desta disputa, viu-a como uma boa maneira de eliminar a influência bizantina na Albânia. Elias I, dotado dos poderes necessários, foi ao país e depôs Bacúrio-Narses, que foi preso com a princesa Esprama e deportado para Damasco, onde viveu seus últimos dias. Elias convocou um conselho local em Barda em 703/5 que culminou na eleição de um novo católico comprometido com a doutrina armênia: Simeão (falecido em 707). Na Albânia, a administração árabe direta substituiu o reino à simples vassalagem.